# Miki Yamada
Miki Yamada (山田美樹?, Yamada Miki; Shinagawa, 15 marzo 1974) è una politica giapponese, membro del Partito Liberal Democratico.

## Biografia
Nata a Tokyo, nel quartiere Shinagawa, il 15 marzo del 1974, ha studiato presso l'Università imperiale di Tokyo. In seguito è entrata a far parte del ministero del commercio internazionale e dell'industria.
Nel 2012 viene eletta alle elezioni parlamentari, battendo l'ex ministro dell'economia giapponese Banri Kaieda. La sua campagna era stata sostenuta da Kaoru Yosano. Nel 2014, viene nuovamente eletta in parlamento per un altro mandato.
Nel 2017 viene sconfitta alle elezioni del parlamento, ma è comunque eletta grazie a un sistema proporzionale. Nel 2021 si ripresenta alle elezioni, alle quali viene eletta, iniziando così il quarto mandato.